# Morti nel 1965/Novembre
| Questa pagina contiene informazioni ricavate automaticamente dalle voci biografiche con l'ausilio del template Bio e di un bot. L'aggiornamento è periodico e automatico e ricostruisce completamente la pagina. Se manca una persona in questa lista, sei pregato di non aggiungerla, ma accertati piuttosto che la sua voce biografica contenga il template Bio e che i dati anagrafici siano correttamente compilati. Se il template Bio manca, inseriscilo tu stesso o, in alternativa, metti l'avviso {{tmp\|Bio}} che ne segnala la mancanza. Se i dati riportati sono sbagliati, correggi direttamente la voce biografica; le modifiche saranno visibili in questa lista entro pochi giorni. Per chiarimenti vedi il progetto biografie. La lista contiene solo le 79 persone che sono citate nell'enciclopedia e per le quali è stato implementato correttamente il template Bio. Pagina aggiornata al 3 mar 2024. |

- 1º novembre - Giuseppe Biagi, militare e esploratore italiano (n. 1897)
- 1º novembre - Alfred Comte, ingegnere aeronautico svizzero (n. 1895)
- 1º novembre - Elisabetta Conci, politica italiana (n. 1895)
- 2 novembre - Herbert Vere Evatt, avvocato e politico australiano (n. 1894)
- 2 novembre - Nickolas Muray, fotografo ungherese (n. 1892)
- 2 novembre - Félix Paiva, giurista e politico paraguaiano (n. 1877)
- 2 novembre - Alessandro Sardi, politico italiano (n. 1889)
- 4 novembre - Dante Berretti, dirigente sportivo italiano (n. 1897)
- 4 novembre - Luigi Bonazza, pittore italiano (n. 1877)
- 4 novembre - Georges-Henri Luquet, filosofo francese (n. 1876)
- 4 novembre - Matteo Palmieri, militare italiano (n. 1889)
- 5 novembre - René Blancard, attore francese (n. 1897)
- 5 novembre - Paolo Ferrara, attore italiano (n. 1892)
- 6 novembre - Fedir Duz-Chotymyrs'kyj, scacchista sovietica (n. 1879)
- 6 novembre - Gerhard Feyerabend, generale tedesco (n. 1898)
- 6 novembre - Edgard Varèse, compositore francese (n. 1883)
- 6 novembre - Clarence Williams, musicista e compositore statunitense (n. 1898)
- 7 novembre - Ernstas Deringas, calciatore lituano (n. 1895)
- 7 novembre - Carl-Heinz Mahlmann, calciatore tedesco (n. 1907)
- 7 novembre - Nikolaj Mel'nickij, tiratore a segno russo (n. 1887)
- 7 novembre - Otto Wernicke, attore e doppiatore tedesco (n. 1893)
- 8 novembre - Cesare Fagiani, poeta italiano (n. 1901)
- 8 novembre - Emma Gramatica, attrice italiana (n. 1874)
- 8 novembre - Dorothy Kilgallen, giornalista e conduttrice televisiva statunitense (n. 1913)
- 9 novembre - Anatolij Konev, cestista sovietico (n. 1921)
- 9 novembre - Porfirij Podobed, attore e regista sovietico (n. 1886)
- 9 novembre - Frantšek Vacín, nuotatore e pallanuotista cecoslovacco (n. 1893)
- 10 novembre - Aldo Nadi, schermidore italiano (n. 1899)
- 10 novembre - Giovanni Scheiwiller, editore e critico d'arte italiano (n. 1889)
- 10 novembre - Pia Zambotti, archeologa italiana (n. 1898)
- 11 novembre - Vincenzo Calace, politico e antifascista italiano (n. 1895)
- 11 novembre - Gaston Glass, attore e produttore cinematografico francese (n. 1899)
- 12 novembre - Many Benner, pittore e museologo francese (n. 1873)
- 13 novembre - Natale Montillo, regista, sceneggiatore e attore italiano (n. 1898)
- 14 novembre - Russell Collins, attore statunitense (n. 1897)
- 14 novembre - Dawn Powell, scrittrice statunitense (n. 1896)
- 15 novembre - Luigi Froni, scultore italiano (n. 1901)
- 15 novembre - Natalie Kalmus, imprenditrice statunitense (n. 1882)
- 15 novembre - Wilbert Melville, regista e sceneggiatore statunitense (n. 1892)
- 16 novembre - Lansdell Christie, imprenditore e filantropo statunitense (n. 1903)
- 16 novembre - William Thomas Cosgrave, politico irlandese (n. 1880)
- 16 novembre - Erik Heinrichs, generale finlandese (n. 1890)
- 16 novembre - Giuseppe Romano, calciatore e allenatore di calcio italiano (n. 1918)
- 17 novembre - Egidio Lari, arcivescovo cattolico italiano (n. 1882)
- 18 novembre - Widar Cesarini Sforza, filosofo e giurista italiano (n. 1886)
- 18 novembre - Guido Chigi-Saracini, mecenate e compositore italiano (n. 1880)
- 18 novembre - Gino Rovetta, dirigente sportivo italiano (n. 1896)
- 18 novembre - Henry A. Wallace, politico e imprenditore statunitense (n. 1888)
- 18 novembre - Frank Wilcoxon, statistico e chimico irlandese (n. 1892)
- 19 novembre - Carmela Adani, scultrice italiana (n. 1899)
- 19 novembre - Frank Allen, fisico statunitense (n. 1874)
- 19 novembre - Earl Johnson, mezzofondista statunitense (n. 1891)
- 19 novembre - Dante Lattes, rabbino, pubblicista e politico italiano (n. 1876)
- 20 novembre - Andrea Aglietto, politico e partigiano italiano (n. 1888)
- 21 novembre - Naoum Blinder, violinista e insegnante statunitense (n. 1889)
- 21 novembre - Ulderico Giovacchini, pittore italiano (n. 1890)
- 22 novembre - Dipa Nusantara Aidit, politico indonesiano (n. 1923)
- 22 novembre - Otto Kirchheimer, giurista e politologo tedesco (n. 1905)
- 23 novembre - Arcady Boytler, regista, attore e sceneggiatore russo (n. 1890)
- 23 novembre - Ugo Napoleone Giuseppe Broggi, matematico italiano (n. 1880)
- 23 novembre - Frank Debenham, geologo, esploratore e geografo australiano (n. 1883)
- 23 novembre - Pat Page, cestista, giocatore di baseball e giocatore di football americano statunitense (n. 1887)
- 23 novembre - Ernest Shepard, contrabbassista e cantante statunitense (n. 1916)
- 23 novembre - Elisabetta di Baviera, sovrana belga (n. 1876)
- 24 novembre - Nino Equatore, lottatore italiano (n. 1898)
- 24 novembre - Abd Allah III al-Salim Al Sabah, sovrano kuwaitiano (n. 1895)
- 25 novembre - Angelica Balabanoff, attivista e politica russa (n. 1878)
- 25 novembre - Myra Hess, pianista inglese (n. 1890)
- 25 novembre - Antoni Pająk, politico polacco (n. 1893)
- 25 novembre - Carl Peter Vaernet, medico danese (n. 1893)
- 26 novembre - Mario Begni, calciatore italiano (n. 1924)
- 26 novembre - Wild Bill Elliott, attore statunitense (n. 1904)
- 26 novembre - Glauco Natoli, critico letterario e poeta italiano (n. 1908)
- 27 novembre - Alfeo Corassori, politico italiano (n. 1903)
- 29 novembre - Lionel Bony de Castellane, schermidore francese (n. 1891)
- 29 novembre - Michele Terzaghi, politico italiano (n. 1883)
- 30 novembre - Michele Galdieri, commediografo, paroliere e sceneggiatore italiano (n. 1902)
- 30 novembre - Alfred Guillaume, arabista e islamista britannico (n. 1888)
- 30 novembre - Richard Saul, aviatore e generale britannico (n. 1891)